# Kopalnia Ropy Naftowej i Gazu Ziemnego Dębno
Kopalnia Ropy Naftowej i Gazu Ziemnego Dębno – kopalnia PKN Orlen – Oddziału PGNiG eksploatująca złoże ropy naftowej i gazu ziemnego Barnówko-Mostno-Buszewo (skrót BMB) znajdujące się na pograniczu województw zachodniopomorskiego i lubuskiego, w pobliżu miejscowości Barnówko, Mostno i Buszów, które uważane jest za największe w Polsce.
Kopalnia należy do Ośrodka Kopalń Gorzów Wielkopolski PGNiG, z siedzibą w Sulisławiu, Oddziału PGNiG w Zielonej Górze.

## Odkrycie i eksploatacja złoża
W 1993 r. odkryto w utworach dolomitu głównego cechsztynu otwór Mostno-1, w 1994 r. uzyskano przypływ gazu i ropy w otworach Barnówko-1 i Buszów-1. Pierwotnie sądzono, że odkryto 3 niewielkie złoża położone obok siebie, jednak po wykonaniu badań geologicznych 3D oraz wykonaniu kolejnych otworów potwierdziło się przypuszczenie, że jest to jedno złoże ropy naftowej z czapą gazową. Dzięki temu odkryciu zawarto 5 lipca 1996 r. pierwszy w Polsce kontrakt na dostawy gazu ze złóż lokalnych do elektrociepłowni w Gorzowie, gdzie w 1999 r. uruchomiono nowoczesną turbinę gazowo-parową do produkcji energii elektrycznej i cieplnej
Eksploatacja złoża nastąpiła w 2000 r. Obecnie ze złoża BMB pochodzi około 80% krajowego wydobycia ropy naftowej na lądzie. Kopalnia eksploatuje kilkadziesiąt odwiertów, dzienna produkcja przekracza 1000 ton ropy naftowej, 30-40 ton propanu-butanu, 80 ton siarki płynnej oraz 30 tys. m³ gazu na godzinę (stan na rok 2008). Pierwotne zasoby wydobywalne ropy wynoszą 12,6 mln ton, gazu 7,65 mld m³. Inne źródła podają np. zasoby wydobywalne ropy 8,2 mln ton i zasoby przemysłowe 5,7 mln ton oraz pierwotne zasoby wydobywalne gazu ziemnego 9,9 mld m³.